# Gare de Rena
La gare de Rena est une station de la ligne de Røros. Elle se trouve dans le hameau de Rena qui fait partie de la commune d'Åmot, à 32 kilomètres au nord d'Elverum et à 56 kilomètres au sud de Koppang.

## Situation ferroviaire
Située au (PK) 190.38 et à 224,5 m d'altitude, la gare se trouve entre la halte de Skjærodden et la gare ouverte de Steinvik.

## Histoire
La gare a été mise en service en 1871 lorsque le tronçon Hamar – Grundset fut prolongé. C'est d'ailleurs le bâtiment de cette gare qui a été déménagé en 1871 à Rena, Grundset ayant plus tard un bâtiment nettement plus modeste. Rena était le terminus de la ligne de Røros jusqu'en 1875, année où la ligne put aller jusqu'à Koppang. Jusqu'en 1990 la gare était utilisée comme gare de triage de Hamar, mais elle servit de nouveau lors de l'accident ferroviaire d'Åsta et lors de la révision des systèmes de sécurité de la ligne de Røros en 2002.
La gare de Rena avait une certaine importance pour le transport de marchandises (bois et papier) mais le trafic est aujourd'hui très faible.

## Service des voyageurs

### Accueil
La  gare possède un parking de 15 places et un parking à vélo. Il n'y a pas d'automates, les titres de transport doivent être achetés auprès du contrôleur. Il y a un service de consigne des bagages et une salle d'attente qui est ouverte du lundi au dimanche de 6h à 21h30.

### Desserte
La gare est desservie par un train longue distance :
- 25 : (Oslo)-Hamar-Røros-Trondheim

### Intermodalité
À côté de la gare se trouvent une station de taxi et une gare routière.